# Vileña
Vileña ist ein Ort und eine spanische Gemeinde (municipio) mit 27 Einwohnern (Stand: 2024) im Norden der Provinz Burgos in der Autonomen Gemeinschaft Kastilien-León.

## Lage und Klima
Vileña liegt im Tal des Río Oca, gut 50 km (Fahrtstrecke) nordöstlich von Burgos in einer Höhe von ca. 700 m; die nächstgrößere Stadt, Briviesca, befindet sich etwa 8 km südlich. Das Klima ist gemäßigt bis warm; Regen (ca. 705 mm/Jahr) fällt übers Jahr verteilt.

## Bevölkerungsentwicklung
| Jahr      | 1857 | 1900 | 1950 | 2000 | 2017 |
| Einwohner | 365  | 205  | 181  | 37   | 28   |

Die Mechanisierung der Landwirtschaft und die Aufgabe bäuerlicher Kleinbetriebe haben seit der Mitte des 19. Jahrhunderts zu einem deutlichen Rückgang der Einwohnerzahlen geführt.

## Wirtschaft
Die Einwohner von Vileña leben hauptsächlich von der Landwirtschaft (Ackerbau und Kleinviehhaltung) in der fruchtbaren Region La Bureba.

## Geschichte
Keltische, römische, westgotische und selbst maurische Spuren fehlen. Im Jahr 1222 gründete Urraca López de Haro, die ehemalige Mätresse, aber seit dem Jahr 1187 Ehefrau und seit 1188 Witwe Ferdinands II. von Léon, in dem abgelegenen Tal das Zisterzienserinnenkloster Santa María la Real de Vileña, von dem heute nur noch Ruinen existieren. Sie bestimmte es als ihre Grablege; später kamen noch zwei andere Grabmäler hinzu. Das Kloster wurde 1970 durch Brand zerstört. Die wichtigsten Ausstattungsgegenstände wurden jedoch gerettet und nach Burgos verbracht.

## Sehenswürdigkeiten
- Die Pfarrkirche San Salvador ist ein einschiffiger Bau aus dem 16. Jahrhundert.
- Die Ruinen des Zisterzienserinnenklosters befinden sich nur wenige Meter von der Kirche entfernt. Drei mittelalterliche Grabmäler mit Liegefiguren (gisants), ein Fresko des Jüngsten Gerichts aus dem 13. Jahrhundert sowie ein Altarretabel aus dem 16. Jahrhundert, alle aus dem Bestand des ehemaligen Klosters, werden heute im Museo de Burgos bzw. im dortigen Museo del Retablo gezeigt.

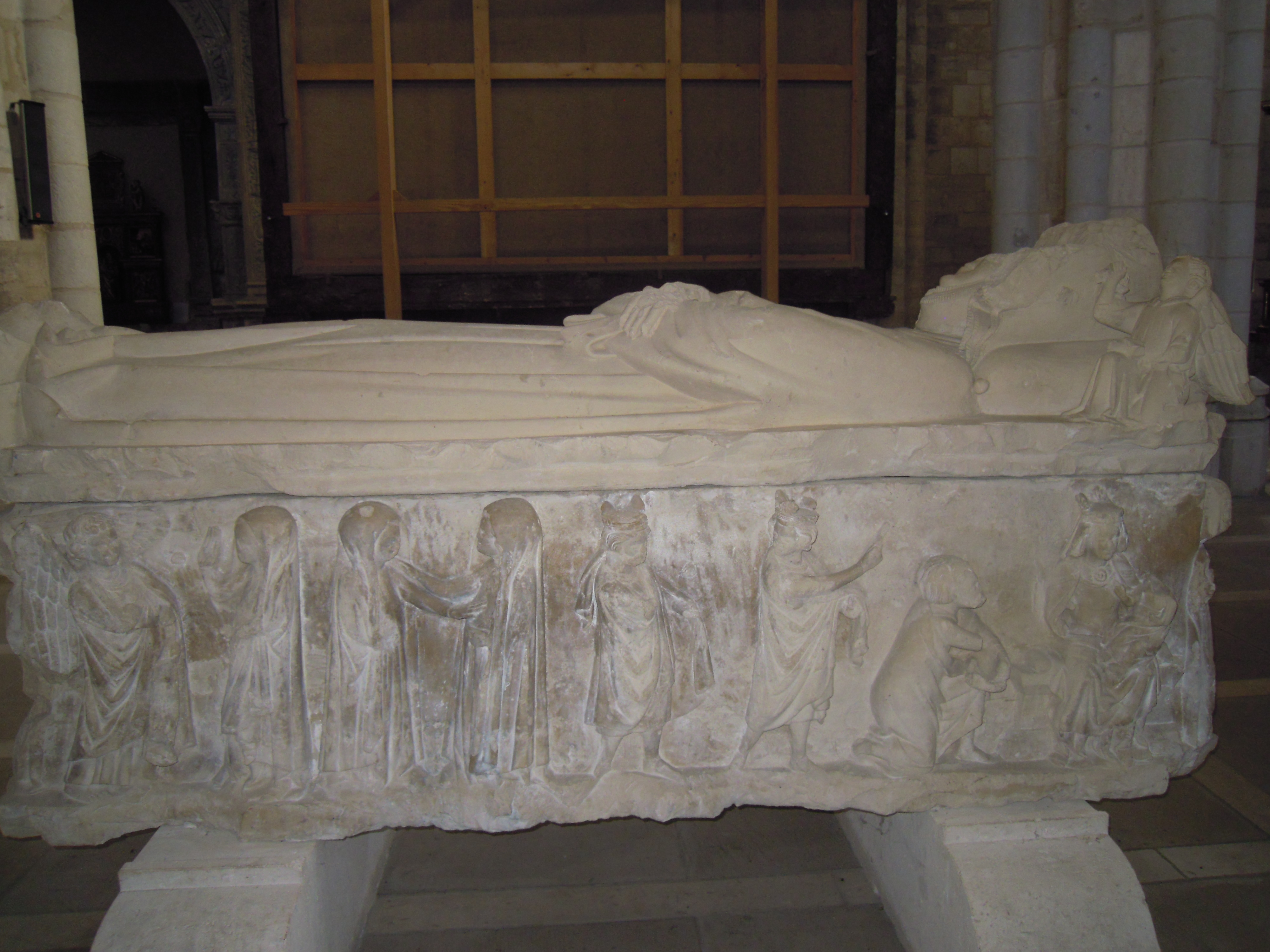
Grabmal der Urraca López de Haro (13. Jh.)
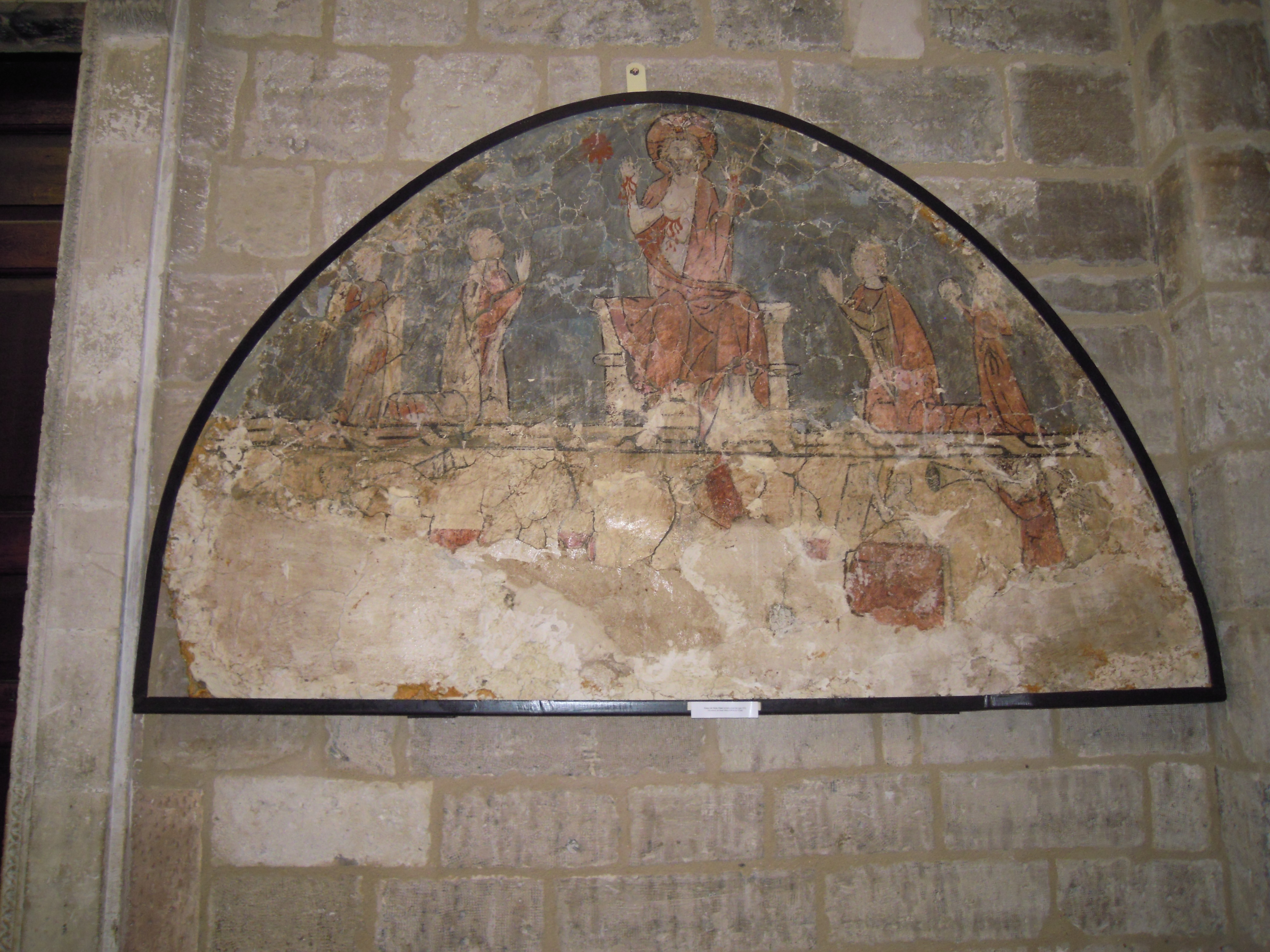
Fresko des Jüngsten Gerichts (13. Jh.)
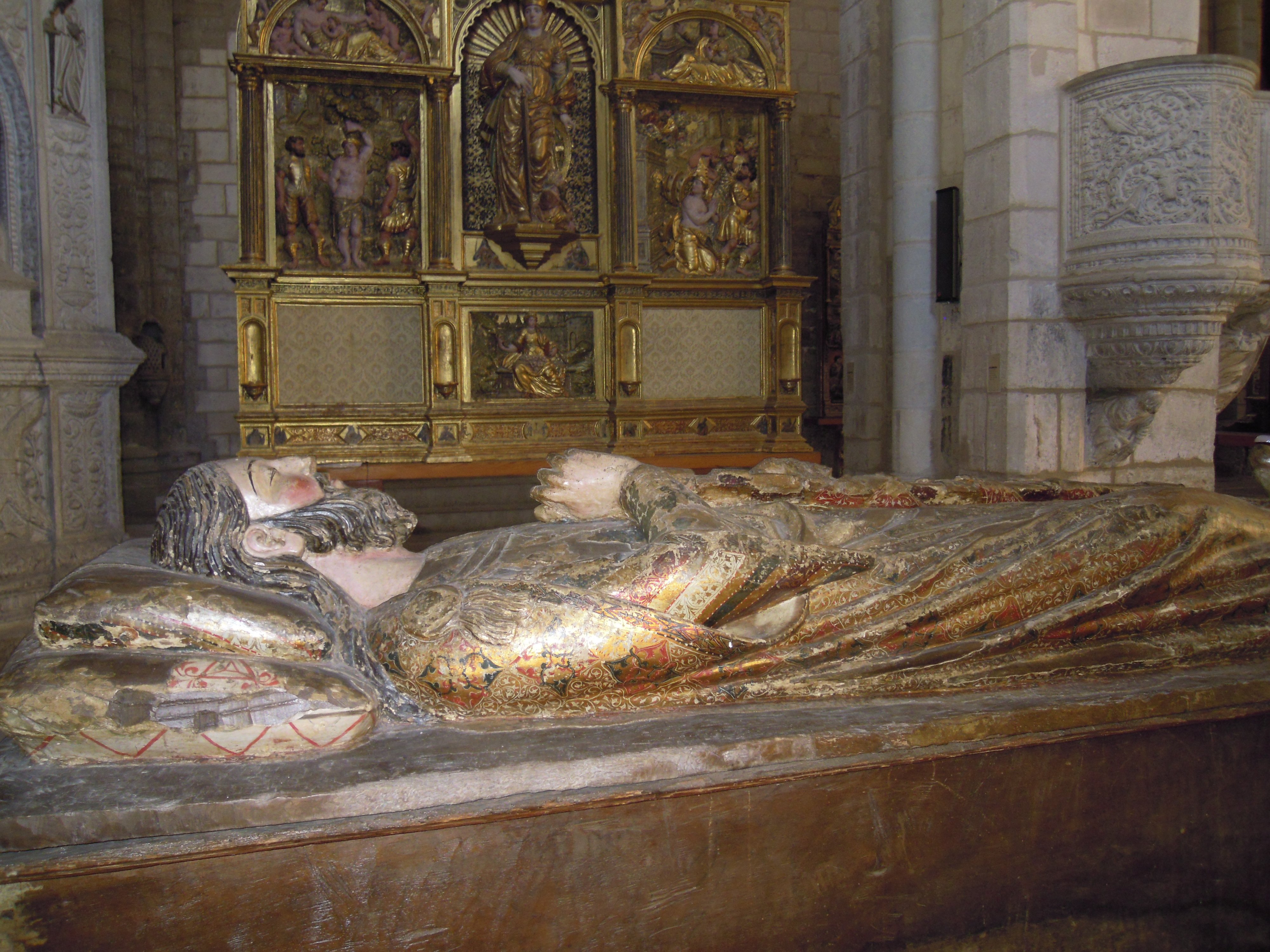
Grabmal des Día Sánchez de Rojas (14. Jh.)
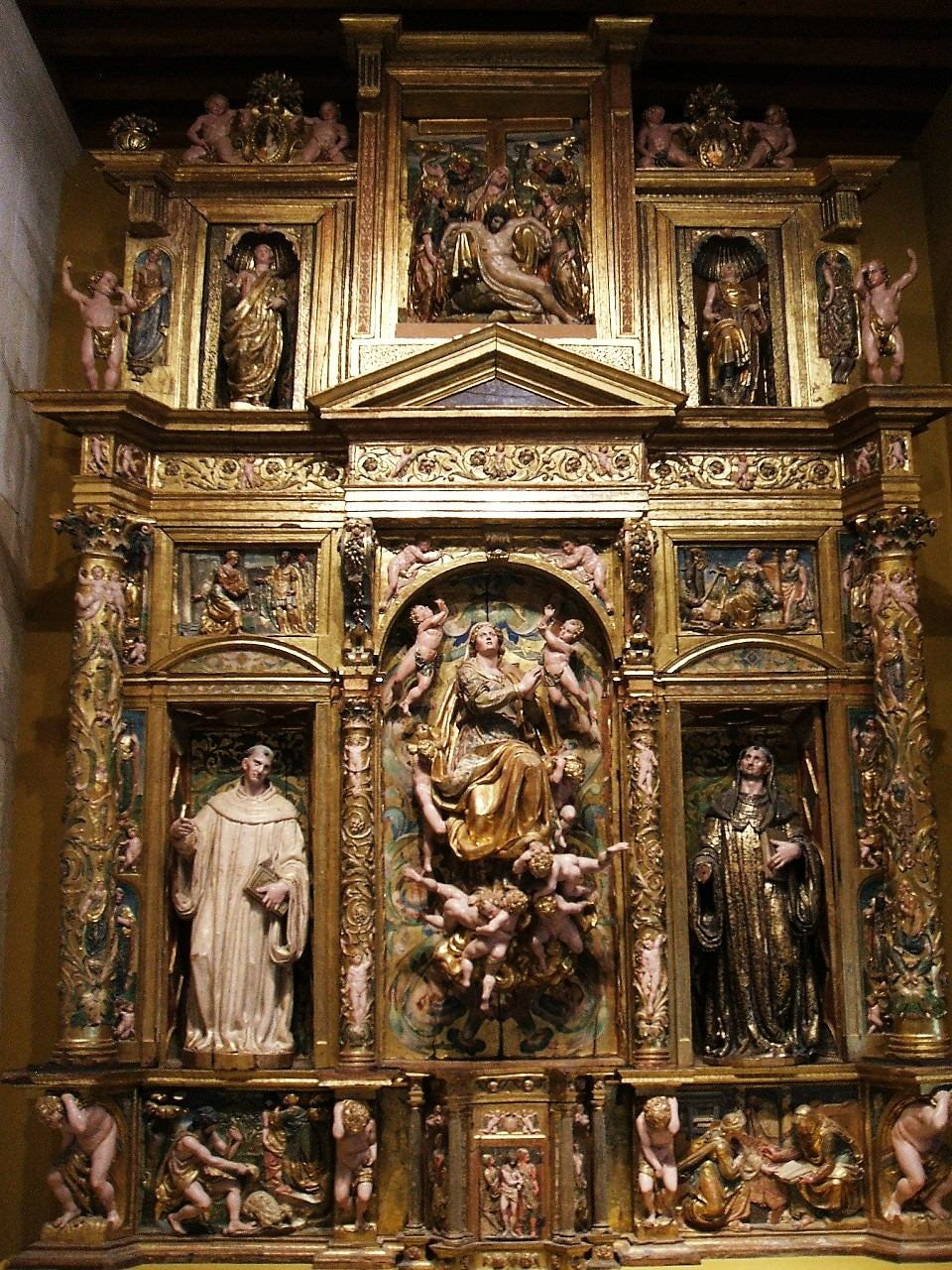
Retabel der Himmelfahrt Marias (16. Jh.)